# نيل فوستر روجرز
نيل فوستر روجرز (بالإنجليزية: Nell Foster Rogers)‏ هي عضوة مجموعة ضغط وسفرجات أمريكية، ولدت في 1886، وتوفيت في 1974.